# Gossip (программа)
Gossip (англ. Сплетник) — программа мгновенного обмена сообщениями по протоколу Jabber.
Написанный на языке Си исходный код Gossip открыт (распространяется под лицензией GPL). Программа использует библиотеку GTK+2.0 и являлась официальным джаббер-клиентом среды GNOME. Её интерфейс используется в Empathy.

## Возможности
- Отправка и получение сообщений.
- Поддержка конференций[1].
- Передача файлов.
- Ведение истории сообщений.
- Отслеживание статуса контактов.
- Звуковые и визуальные уведомления о событиях.
- Поддержка иконок пользователей.
- Проверка орфографии.
- Выбор темы оформления разговора.